# Dave Bing
David Bing (Washington, 1943. november 24. –) amerikai kosárlabdázó, üzletember és politikus, 2009 és 2014 között Detroit 74. polgármestere volt. A Demokrata Párt tagja.

## Statisztika

### NBA

#### Alapszakasz
| Év       | Csapat             | JM  | JP/M | MG%  | BD%   | LP/M | GP/M | L/M | B/M | P/M  |
| -------- | ------------------ | --- | ---- | ---- | ----- | ---- | ---- | --- | --- | ---- |
| 1966–67  | Detroit Pistons    | 80  | 34,5 | .436 | .738  | 4,5  | 4,1  | —   | —   | 20,0 |
| 1967–68  | Detroit Pistons    | 79  | 40,6 | .441 | .707  | 4,7  | 6,4  | —   | —   | 27,1 |
| 1968–69  | Detroit Pistons    | 77  | 39,5 | .425 | .713  | 5,0  | 7,1  | —   | —   | 23,4 |
| 1969–70  | Detroit Pistons    | 70  | 33,3 | .444 | .783  | 4,3  | 6,0  | —   | —   | 22,9 |
| 1970–71  | Detroit Pistons    | 82  | 37,4 | .467 | .797  | 4,4  | 5,0  | —   | —   | 27,0 |
| 1971–72  | Detroit Pistons    | 45  | 43,0 | .414 | .785  | 4,1  | 7,0  | —   | —   | 22,6 |
| 1972–73  | Detroit Pistons    | 82  | 41,0 | .448 | .814  | 3,6  | 7,8  | —   | —   | 22,4 |
| 1973–74  | Detroit Pistons    | 81  | 38,6 | .436 | .813  | 3,5  | 6,9  | 1,3 | 0,2 | 18,8 |
| 1974–75  | Detroit Pistons    | 79  | 40,8 | .434 | .809  | 3,6  | 7,7  | 1,5 | 0,3 | 19,0 |
| 1975–76  | Washington Bullets | 82  | 35,9 | .447 | .787  | 2,9  | 6,0  | 1,4 | 0,3 | 16,2 |
| 1976–77  | Washington Bullets | 64  | 23,7 | .454 | .773  | 2,2  | 4,3  | 1,0 | 0,1 | 10,6 |
| 1977–78  | Boston Celtics     | 80  | 28,2 | .449 | .824  | 2,7  | 3,8  | 1,0 | 0,2 | 13,6 |
| Karrier  | Karrier            | 901 | 36,4 | .441 | .775  | 3,8  | 6,0  | 1,3 | 0,2 | 20,3 |
| All Star | All Star           | 7   | 17,9 | .372 | 1.000 | 2,3  | 2,3  | 0,0 | 0,0 | 5,9  |

#### Rájátszás
| Year   | Team               | GP | MPG  | FG%  | FT%   | RPG | APG | STL | BLK | PPG  |
| ------ | ------------------ | -- | ---- | ---- | ----- | --- | --- | --- | --- | ---- |
| 1968   | Detroit Pistons    | 6  | 42,3 | .410 | .733  | 4,0 | 4,8 | —   | —   | 28,2 |
| 1974   | Detroit Pistons    | 7  | 44,6 | .420 | .733  | 3,7 | 6,0 | 0,4 | 0,1 | 18,9 |
| 1975   | Detroit Pistons    | 3  | 44,7 | .426 | .615  | 3,7 | 9,7 | 1,7 | 0,0 | 16,0 |
| 1976   | Washington Bullets | 7  | 29,9 | .447 | .800  | 2,6 | 4,0 | 1,0 | 0,3 | 13,7 |
| 1977   | Washington Bullets | 8  | 6,9  | .438 | 1.000 | 0,8 | 0,6 | 0,0 | 0,1 | 4,0  |
| Career | Career             | 31 | 31,1 | .423 | .748  | 2,7 | 4,3 | 0,6 | 0,2 | 15,4 |

## Fordítás
Ez a szócikk részben vagy egészben  a   Dave Bing című angol Wikipédia-szócikk ezen változatának fordításán alapul.  Az eredeti cikk szerkesztőit annak laptörténete sorolja fel. Ez a jelzés csupán a megfogalmazás eredetét és a szerzői jogokat jelzi, nem szolgál a cikkben szereplő információk forrásmegjelöléseként.